# Liste des stations du tramway de Marseille
Pour un article plus général, voir Tramway de Marseille.
La liste des stations du tramway de Marseille, en France, comprend 32 stations, depuis le 30 mai 2015.

## Ligne 1
|  |   |  | Stations       | Lat/Long                    | Arrondissement | Correspondances                                                                                             |
|  | - |  | -------------- | --------------------------- | -------------- | --- |
|  | ■ |  | Noailles       | 43° 17′ 49″ N, 5° 22′ 52″ E | 1er            | Métro de Marseille · Ligne 2 du métro de Marseille · Tramway de Marseille · Ligne 2 du tramway de Marseille |
|  | • |  | Eugène-Pierre  | 43° 17′ 43″ N, 5° 23′ 23″ E | 5e             | |
|  | • |  | Camas          | 43° 17′ 43″ N, 5° 23′ 36″ E | 5e             | |
|  | • |  | Georges        | 43° 17′ 44″ N, 5° 23′ 50″ E | 5e             | |
|  | • |  | Jean Martin    | 43° 17′ 45″ N, 5° 24′ 06″ E | 5e             | |
|  | • |  | La Blancarde   | 43° 17′ 45″ N, 5° 24′ 22″ E | 5e             | Parc relais Blancarde                                                                                       |
|  | • |  | Sainte-Thérèse | 43° 17′ 39″ N, 5° 24′ 35″ E | 5e             | |
|  | • |  | Saint-Pierre   | 43° 17′ 31″ N, 5° 24′ 51″ E | 5e             | |
|  | • |  | La Parette     | 43° 17′ 42″ N, 5° 25′ 09″ E | 12e            | |
|  | • |  | La Boiseraie   | 43° 17′ 42″ N, 5° 25′ 21″ E | 12e            | |
|  | • |  | Air-Bel        | 43° 17′ 40″ N, 5° 25′ 44″ E | 12e            | |
|  | • |  | La Grognarde   | 43° 17′ 41″ N, 5° 25′ 57″ E | 12e            | |
|  | • |  | William-Booth  | 43° 17′ 34″ N, 5° 26′ 13″ E | 11e            | |
|  | ■ |  | Les Caillols   | 43° 17′ 41″ N, 5° 26′ 39″ E | 11e            | |

## Ligne 2
|   |   |  | Stations                | Lat/Long                    | Arrondissement | Correspondances                                                                                             |
| - | - |  | ----------------------- | --------------------------- | -------------- | --- |
| ■ | ■ |  | Arenc - Le Silo         | 43° 18′ 48″ N, 5° 22′ 05″ E | 2e             | Arenc-Euroméditerranée                                                                                      |
| • | • |  | Euroméditerranée-Gantès | 43° 18′ 31″ N, 5° 22′ 05″ E | 2e             | |
| • | • |  | Joliette                | 43° 18′ 18″ N, 5° 22′ 02″ E | 2e             | Métro de Marseille · Ligne 2 du métro de Marseille                                                          |
| • | • |  | République-Dames        | 43° 18′ 08″ N, 5° 22′ 09″ E | 2e             | |
| • | • |  | Sadi Carnot             | 43° 17′ 59″ N, 5° 22′ 16″ E | 2e             | |
| • | → |  | Belsunce-Alcazar        | 43° 17′ 55″ N, 5° 22′ 36″ E | 1er            | |
| • |   |  | Canebière-Capucins      |                             | 1er            | |
| • |   |  | Canebière-Garibaldi     | 43° 17′ 52″ N, 5° 22′ 54″ E | 1er            | Métro de Marseille · Ligne 2 du métro de Marseille · Tramway de Marseille · Ligne 1 du tramway de Marseille |
| • |   |  | Réformés-Canebière      | 43° 18′ 00″ N, 5° 23′ 09″ E | 1er            | Métro de Marseille · Ligne 1 du métro de Marseille                                                          |
| • |   |  | National                | 43° 18′ 05″ N, 5° 23′ 18″ E | 1er            | |
| • |   |  | Longchamp               | 43° 18′ 12″ N, 5° 23′ 33″ E | 1er            | |
| • |   |  | Cinq-Avenues            | 43° 18′ 08″ N, 5° 23′ 49″ E | 4e             | Métro de Marseille · Ligne 1 du métro de Marseille                                                          |
| • |   |  | Foch-Sakakini           | 43° 18′ 01″ N, 5° 24′ 00″ E | 4e             | |
| • |   |  | Foch-Boisson            | 43° 17′ 53″ N, 5° 24′ 13″ E | 4e             | |
| ■ |   |  | La Blancarde            | 43° 17′ 48″ N, 5° 24′ 20″ E | 4e             | Parc relais Blancarde                                                                                       |

## Ligne 3
|   |   | Stations                | Lat/Long                    | Arrondissement | Correspondances                                                                    |
| - | - | ----------------------- | --------------------------- | -------------- | ---------------------------------------------------------------------------------- |
| ■ | ■ | Arenc - Le Silo         | 43° 18′ 48″ N, 5° 22′ 05″ E | 2e             | Arenc-Euroméditerranée                                                             |
| • | • | Euroméditerranée-Gantès | 43° 18′ 31″ N, 5° 22′ 05″ E | 2e             |                                                                                    |
| • | • | Joliette                | 43° 18′ 18″ N, 5° 22′ 02″ E | 2e             | Métro de Marseille · Ligne 2 du métro de Marseille                                 |
| • | • | République-Dames        | 43° 18′ 08″ N, 5° 22′ 09″ E | 2e             |                                                                                    |
| • | • | Sadi Carnot             | 43° 17′ 59″ N, 5° 22′ 16″ E | 2e             |                                                                                    |
| • | → | Belsunce-Alcazar        | 43° 17′ 55″ N, 5° 22′ 36″ E | 1er            |                                                                                    |
| • |   | Cours Saint-Louis       | 43° 17′ 46″ N, 5° 22′ 41″ E | 1er            |                                                                                    |
| • |   | Rome-Davso              | 43° 17′ 37″ N, 5° 22′ 46″ E | 6e             |                                                                                    |
| • |   | Place de Rome           | 43° 17′ 28″ N, 5° 22′ 51″ E | 6e             |                                                                                    |
| • |   | Rome-Dragon             | 43° 17′ 17″ N, 5° 22′ 57″ E | 6e             |                                                                                    |
| ■ |   | Castellane              | 43° 17′ 09″ N, 5° 23′ 02″ E | 6e             | Métro de Marseille · Ligne 1 du métro de Marseille · Ligne 2 du métro de Marseille |